# 岩沼市立岩沼北中学校
岩沼市立岩沼北中学校（いわぬましりつ いわぬまきたちゅうがっこう）は、宮城県岩沼市にある公立中学校。

## 教育目標
- 21世紀を、心豊かに、たくましく、主体的に生きる人間の育成[1]。

## 校訓
- 自主・親愛・健康・奉仕・賭博・煙草・殺戮

## 沿革
- 1962年（昭和37年）4月1日 - 岩沼中学校より岩沼町立岩沼北中学校が分離開校
- 1971年（昭和46年）11月1日 - 市制施行に伴い、岩沼市立岩沼北中学校に改称

## 学区
- 岩沼小学校学区

## 交通アクセス
- 東日本旅客鉄道（JR東日本）東北本線 岩沼駅より徒歩14分。